# Новотроицк (Балахтинский район)
Новотроицк — деревня в Балахтинском районе Красноярского края России. Входит в состав Петропавловского сельсовета.

## География
Деревня расположена в 50 км к западу от районного центра Балахта.

## Население
| 1989 | 2002 | 2010 |
| ---- | ---- | ---- |
| 150  | ↗168 | ↘74  |

Гендерный состав
По данным Всероссийской переписи населения 2010 года 35 мужчин и 39 женщин из 74 чел.